# جاكي لي كوشران
جاكي لي كوشران (بالإنجليزية: Jackie Lee Cochran)‏ هو كاتب أغاني ومغني وموسيقي أمريكي، ولد في 5 فبراير 1934 في دالتون في الولايات المتحدة، وتوفي في 15 مارس 1998 في بربانك في الولايات المتحدة.

## وصلات خارجية
- جاكي لي كوشران على موقع ميوزك برينز (الإنجليزية)
- جاكي لي كوشران على موقع أول ميوزيك (الإنجليزية)
- جاكي لي كوشران على موقع ديسكوغز (الإنجليزية)